# Black Widow (tegneseriefigur)
 For alternative betydninger, se Black Widow. (Se også artikler, som begynder med Black Widow)
Black Widow er en fiktiv superhelt som først sås i Tales of Supense. Hun er den første russiske superhelt, og er blevet skabt af Stan Lee, Don Rico, og Don Heck. Hun har varme følelser for Daredevil og Clint Barton. I filmen blev hun spillet af Scarlett Johansson. Black Widow indgår senere i Avengers .
 Der er for få eller ingen kildehenvisninger i denne artikel, hvilket er et problem. Du kan hjælpe ved at angive troværdige kilder til de påstande, som fremføres i artiklen.